# Matilde Fernández
Matilde Fernández Sanz (ur. 24 stycznia 1950 w Madrycie) – hiszpańska polityk, działaczka związkowa i samorządowa, parlamentarzystka, minister spraw społecznych (1988–1993).

## Życiorys
Ukończyła psychologię na Uniwersytecie Complutense w Madrycie (1972). Pracowała w przedsiębiorstwach Cointra, Lilly Indiana de España i Price Waterhouse. W 1973 dołączyła do Hiszpańskiej Socjalistycznej Partii Robotniczej (PSOE), a rok później do centrali związkowej Unión General de Trabajadores (UGT). Pełniła różne funkcje w partyjnej strukturze, od 1984 kierowała sekretariatem do spraw kobiet. W latach 1977–1988 była sekretarzem generalnym działającej w ramach UGT federacji przemysłu chemicznego i energetycznego.
Od lipca 1988 do lipca 1993 zajmowała stanowisko ministra spraw społecznych w rządach Felipe Gonzáleza. W latach 1989–2000 sprawowała mandat posłanki do Kongresu Deputowanych z Kantabrii. W 2000 bez powodzenia ubiegała się o przywództwo w PSOE. Była również radną Madrytu (1999–2003), posłanką do zgromadzenia Wspólnoty Madrytu (2003–2015) i członkinią Senatu (2008–2011).